# Années 480 av. J.-C.
Les années 480 av. J.-C. couvrent les années de 489 av. J.-C. à 480 av. J.-C.

## Événements

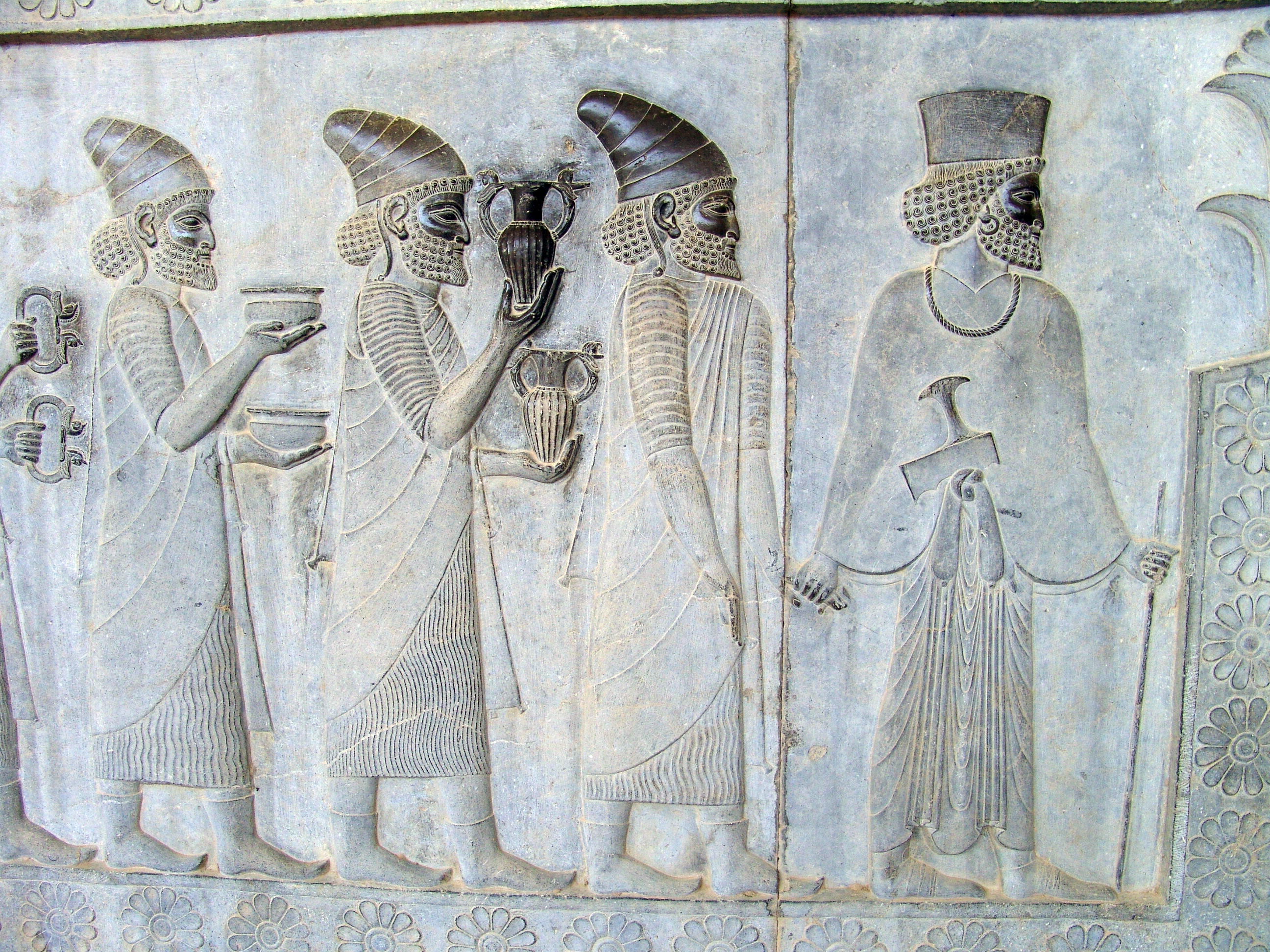
Détail d´un relief de la délégation lydienne (Apadana, escalier Est) à Persépolis

- Vers 490 av. J.-C. : bas-relief des tributaires au palais de Persépolis, montrant les divers peuples de l'Empire achéménide soumis au Grand roi[1].
- 486-465  av. J.-C. : règne de Xerxès Ier, roi de Perse ; selon le Livre d'Esther, le roi Ahasuérus, identifié à Xerxès Ier, convie à Suse tous les dignitaires de l'empire pour un grand banquet lors de la troisième année de son règne. Il ordonne à la reine Vashti de se présenter devant ses convives, mais elle refuse et est répudiée. Une jeune juive, Esther, nièce de Mardochée, remporte le concours de beauté organisé pour lui succéder comme épouse du roi[2].

- 482-474  av. J.-C. : guerres entre Rome et Véies[3].
- Avant 480 av. J.-C. : Malte passe sous le contrôle de Carthage[4].
- 480 av. J.-C. : Première Guerre gréco-punique, opposant Carthage et les cités grecques de Rhégion et Himère et aux cités grecques de Syracuse et Akragas. Ces dernières en sortent vainqueurs et la cité d'Himère est prise. À Carthage, la défaite a raison de la monarchie qui est abolie et remplacée par un régime républicain et oligarchique.
- 480-479 av. J.-C. : Seconde Guerre médique entre Grecs et Perses[5].
- 480 av. J.-C. : bataille des Thermopyles. Léonidas, roi de Sparte, meurt avec 300 hoplites en défendant le passage au défilé des Thermopyles durant la seconde guerre médique[6].